# 大阪市立姫島小学校
大阪市立姫島小学校（おおさかしりつ ひめじましょうがっこう）は、大阪府大阪市西淀川区にある公立小学校。
1874年に創立した。西淀川区内の小学校では最も古い時期に創立した学校の一つである。当校から大阪市立高見小学校、大阪市立姫里小学校の2校が分離している。

## 沿革
明治時代初期の学制発布に伴い、当時の西成郡稗島（ひえじま）村では1874年、西成郡第五区第三番小学校・第四番小学校の2校が設置された。第三番小学校は慈雲寺、第四番小学校は遍満寺にそれぞれ設置された。
その後両校は合併し、1893年には西成郡稗島尋常小学校と称した。高等科については当時、稗島・歌島・千船・川北の4村で学校組合を設置し、1898年4月には西成郡第二高等小学校を稗島村に開設した。
その後1919年には高等科を併設し、西成郡稗島尋常高等小学校と改称した。1925年には稗島村が大阪市に編入され、大阪市姫島尋常高等小学校へ改称している。
稗島村は明治時代中期の新淀川開削により、村域が南部に分断されていた。淀川南岸を校区として独立させる形で、1925年の大阪市編入と同時に、稗島第二尋常小学校（直後に西淀川尋常小学校に改称。現在の大阪市立高見小学校）を分離している。
1934年9月21日の室戸台風では校舎が倒壊（半壊）し、校内で児童・教職員あわせて死者13人と重軽傷者200人以上を出す大きな被害を受けた。死傷者数では、西淀川区の小学校としては最悪の被害となった。台風で被災した校舎は、鉄筋コンクリート校舎として1937年に再建された。
国民学校令の実施により、1941年には大阪市姫島国民学校へ改称した。
地域の宅地化や、隣接する野里地区にまたがる地域が「姫ノ里」（現在の姫里地区）として区画整理がおこなわれたことなどで児童数が増加し、1935年には姫ノ里に分校を設置した。分校は1942年に姫里国民学校（現在の大阪市立姫里小学校）として独立し、姫島・野里の両校から児童を編入して開校している。
太平洋戦争の戦局悪化により、1944年以降国民学校初等科の児童に対して学童集団疎開が実施されることになった。集団疎開は行政区ごとに疎開先が指定され、西淀川区の国民学校では徳島県・香川県方面への疎開が指定された。姫島国民学校は香川県大川郡志度町・鴨庄村・鴨部村（いずれも現在のさぬき市）への疎開が実施され、児童は現地の宿舎に宿泊し、また現地の志度国民学校（現在のさぬき市立志度小学校）・鴨庄国民学校（現在のさぬき市立中央小学校）・鴨部国民学校（現在のさぬき市立鴨部小学校）を借用して授業がおこなわれた。学童疎開は終戦後の1945年10月まで続いた。
1945年4月には姫里国民学校高等科を合併している。また終戦直後の1945年10月には、校内に旧制姫島商工学校・姫島実科女学校を併設した。
1947年の学制改革により、大阪市立姫島小学校となった。
また学制改革の際、校内で新制大阪市立西淀川第二中学校（1949年大阪市立西淀中学校）が開校し、旧制姫島国民学校高等科・姫島商工学校・姫島実科女学校の生徒は西淀川第二中学校に移行している。西淀中学校は1949年6月に現在地に独立校舎を建てて移転している。

### 年表
- 1874年（明治7年）2月1日 - 第3大区大阪府管内西成郡第5区第3番校・第4番校として、西成郡稗島村に創立。
- 1893年（明治26年） - 西成郡稗島尋常小学校と改称。
- 1919年（大正8年） - 高等科を併設。西成郡稗島尋常高等小学校と改称。
- 1925年（大正14年）3月31日 - 稗島第二尋常小学校（現・大阪市立高見小学校）を分離。
- 1925年（大正14年）4月1日 - 大阪市への編入に伴い、大阪市姫島尋常高等小学校と改称。
- 1928年（昭和3年）3月 - 大阪市立姫島幼稚園を併設。
- 1934年（昭和9年）9月21日 - 室戸台風で校舎倒壊。
- 1935年（昭和10年） - 分校を設置。
- 1941年（昭和16年）4月1日 - 国民学校令により、大阪市姫島国民学校と改称。
- 1942年（昭和17年）4月1日 - 分校が大阪市姫里国民学校（現・大阪市立姫里小学校）として独立。
- 1944年（昭和19年）9月 - 香川県に学童疎開。
- 1945年（昭和20年）4月 - 姫里国民学校の高等科を合併。
- 1946年（昭和21年） - 大阪市立姫島幼稚園が独立園となる。
- 1947年（昭和22年）4月1日 - 学制改革により、大阪市立姫島小学校と改称。
- 1950年（昭和25年）9月3日 - ジェーン台風で校舎被災。
- 1961年（昭和36年） - 校歌を制定。
- 1992年（平成4年） - 新校舎が完成。
- 1998年（平成10年） - 第二運動場が竣工。

## 通学区域
- 大阪市西淀川区 姫島1丁目-6丁目。

卒業生は大阪市立西淀中学校に進学する。

## 交通
- 阪神本線 姫島駅 南西へ約400m。